# نبرد کادساند
نبرد کادساند (انگلیسی: Battle of Cadsand) یک نبرد جزئی از سری جنگ‌های صد ساله است که در سال ۱۳۳۷ روی داد، این نبرد در حقیقت یک حمله به جزیره کنت‌نشین فلاندرز کادزند بود که در اصل طراحی شده برای تحریک حریف و برآورد واکنش پادگان محلی و آغاز یک نبرد بود، در نهم نوامبر سر والتر مانی، با نیروهای ویژه ادوارد سوم تلاش کرد تا شهر اسلایس را بگیرد اما به عقب رانده شد